# Литвинский, Виктор
Виктор Литвинский (годы рождения и смерти — неизвестны) — российский и польский государственный деятель.
Российский чиновник. В 1906 году назначен вице-президентом Варшавы, затем с июля 1906 по 26 апреля 1909 — президент (городской голова) Варшавы.
Возглавляя городскую администрацию, вошëл в историю Варшавы, как худший президент польской столицы. Его время запомнилось грязью и всеобщим упадком городского хозяйства. Кроме того, при нëм был заключен целый ряд невыгодных для города контрактов.
При Литвинском 26 марта 1908 года в Варшаве была пущена в эксплуатацию первая линия электрического трамвая. 
В конце 1908 года были обнаружены мошенничества, в которых был замешан президент Литвинский.
В 1909 — подал в отставку. В 1910 году в Санкт-Петербурге были привлечëн к суду.
Дальнейшая информация о Литвинском отсутствует.